# Guató

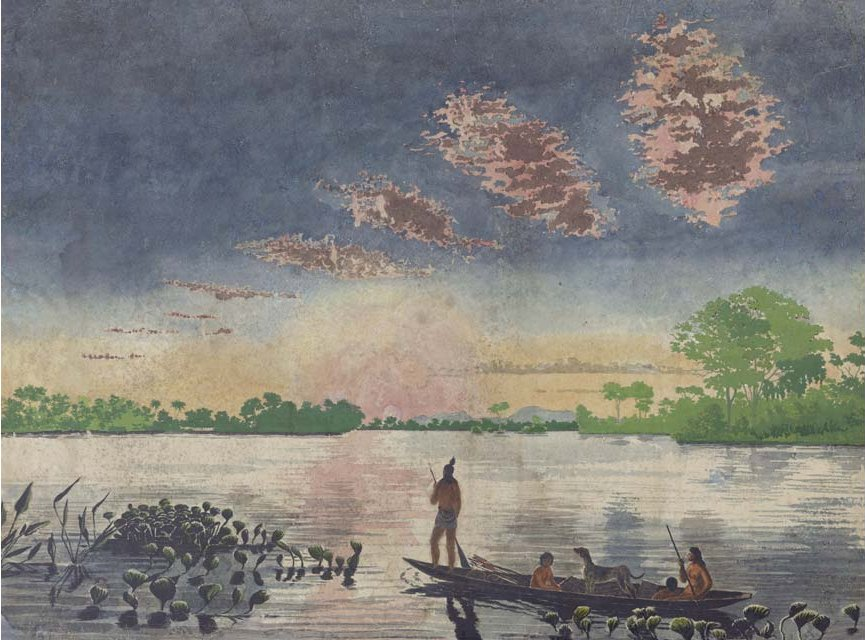
Pintura de Hércules Florence de un Guató pescando

Los guatos son grupo étnico nómada del sureste de Brasil cerca de la frontera con Bolivia y Paraguay. Actualmente viven a lo largo del río Paraguay que discurre por la frontera entre Brasil y Bolivia. Su lengua el idioma guató se ha relacionado con las lenguas macro-yê.
Históricamente colaboraron con el estado brasileño en la guerra de la Triple Alianza contra Paraguay entre 1865-70. Posiblemente son identificables con los antiguos xarayes o jarayes de la región de Pantanal contra los que Ñuflo de Chaves dirigió una campaña en 1557. Las primeras referencias claras sobre los guató desde Cabeza de Vaca (1555) que describe la importancia de las canoas y las crecidas de los ríos para los guató. Posteriormente Castelnau (1851), Florence (1876), Schimdt (1905), Cunha (1919) y Rondon (1938) los visitaron y describieron aspectos de su modo de vida. Castelnau es el primer autor que registró datos sobre la lengua guató.
El cronista de la expedición del adelantado Pedro de Mendoza, Ulrico Schmidl, describió a la expedición de Juan de Ayolas en 1537 hacia los jarayes en su obra Viaje al Río de la Plata, llamándolos charchareis, carchkareisso y karkeis:

Y luego que nuestro capitán Jann Eyollas supo todo esto de los carios les mandó que cargasen 5 navíos con comida de trigo turco y de lo demás que había en el país, lo que se había de hacer plazo de 2 meses, porque en este tiempo también él y los suyos se prepararían para el viaje, y visitarían en primer lugar una nación llamada charchareis, la primera después de los paimbas (...) Así permanecimos nosotros 9 días con estos pienbass. Después de lo cual nuestro capitán hizo preguntar al principal de ellos lo que sabía de una nación que se llama Carchkareisso; dijo él, que no sabía nada de cierto de la tal nación, no siendo lo que por casualidad habían oído; que debían hallarse o vivir lejos de allí tierra adentro, y que debían también tener mucho oro y plata; pero ellos, los pienbas, no habían visto nada. También nos contaron que los karkeis eran gente entendida, como nosotros los cristianos, y que tenían mucho de comer, trigo turco, mandeoch, manduiss, padades, wackekhue, mandeoch proprie, mandepore y otras raíces más, carne de las ovejas de los indios, antas, esta una bestia como un burro, pero que tiene patas como una vaca, y el cuero grueso y obscuro; venados, conejillos, gansos y gallinas en gran cantidad. Pero ni uno solo de los piembas lo había visto personalmente, y sólo lo sabía de oídas; mas nosotros experimentamos como era la cosa.

Actualmente el grupo étnico se estima entre 370 y 500 miembros, aunque podrían existir entre ellos menos de 50 personas que hablen la lengua tradicional del grupo, siendo el portugués mucho más común entre ellos. Desde su reconocimiento oficial como etnia por parte de Brasil, que previamente los había considerado extintos,  la mayor parte de guatós viven en la aldea de Uberaba, situada en la Isla Ínsua a orillas de los lagos Uberaba y Gaíva y del río Paraguay. La isla también conocida como Bela Vista do Norte está a unos 340 km de la localidad de Corumbá, en la región fronteriza ente Mato Grosso, Mato Grosso del Sur y Bolivia.